# Cerkvenjak
Cerkvenjak (in tedesco Kirchberg) è un comune di 2 083 abitanti della Slovenia nord-orientale.

## Località
Il comune di Cerkvenjak è diviso in 15 insediamenti (naselja):
- Andrenci
- Brengova
- Cenkova
- Cerkvenjak
- Cogentici
- Čagona
- Grabonoški Vrh
- Ivanjski Vrh
- Kadrenci
- Komarnica
- Peščeni Vrh
- Smolinci
- Stanentici
- Vanetina
- Župentici